# Lubomír Blecha
Lubomír Blecha (* 16. března 1933, Kaliště - 2009) byl sklářský výtvarník, sochař, šperkař, malíř a grafik

## Život
Lubomír Blecha pocházel ze sklářské rodiny. Jeho otec byl malíř skla a později vedoucí rafinérie skla, matka malířkou skla, strýc i teta pracovali ve sklárně v Janštejně u Telče. Blecha absolvoval v letech 1948-1951 Státní odbornou školu sklářskou v Kamenickém Šenově. Jako syn živnostníka nebyl bezprostředně přijat ke studiu na VŠUP, ale musel absolvovat roční praxi ve sklárně v Novém Boru, ve které pracoval jeho otec a poté byl převeden do továrny na výrobu plochého skla v Oloví u Karlových Varů.
V letech 1952-1958 studoval na Vysoké škole uměleckoprůmyslové v Praze v ateliéru Josefa Kaplického. Kaplický vedl studenty ke kresbě figury podle modelu a organizoval i malování v plenéru. Paralelně studoval malbu u Quido Fojtíka. Po ukončení studia působil v Praze, v letech 1962-1963 byl zaměstnán jako scénický výtvarník loutkového divadla v Banské Bystrici, od roku 1962 žil ve Zvolenu, od roku 1990 ve Sliači. Blecha patří ke sklářským výtvarníkům, kteří překročili chápání skla jako užitkového umění a založili tradici uměleckého ateliérového skla. V 90. letech byl členem umělecké skupiny Synergia.
Jeho sklo realizovaly sklářské hutě Dobronín, Škrdlovice, Nový Bor a zejména sklárna v obci Zlatno, která později zanikla. Ve Zlatně ho roku 1964 pozvali k přípravě expozice skla pro Světovou výstavu v Montrealu (1967).

### Ocenění (výběr)
- 1958 Zlatá medaile, Expo 58, Brusel
- 1971, 1972 První cena na Celoslovenskej výstave užitého umenia a priemyselného výtvarníctva
- 1972 Cena ZSVU v oboru užitkového umění (za soubor exteriérových plastik)[9]
- 1986 Diplom, IV Quadriennale, Erfurt

## Dílo
Dílo Lubomíra Blechy zahrnuje široké spektrum výtvarných disciplín - od skla, šperku a kamenné plastiky ke grafice, kresbě, malbě, koláži a expresivním figurativním papírovým objektům. Díky školení v malbě vynikaly jeho návrhy malovaného skla výraznou kompozicí a originalitou. V 50. letech byl jedním z průkopníků abstrakce v malovaném skle a v 60. letech byl prvním tvůrcem velkorozměrných figurálních plastik z foukaného skla. Je autorem zcela originální techniky skleněných nití vložených do vnitřního objemu foukaného tvaru.
Již během studií od roku 1954 realizoval své návrhy foukaných tenkostěnných dekorativních váz ve sklářské huti v Dobroníně. Později absolvoval školní praxi ve Škrdlovicích, kde ho tvrdší a obtížněji zpracovatelná sklovina přinutila zvolit robustnější tvary. Návrhy užitkového skla dávaly v 50. letech tvůrčí volnost vyjádření abstraktní formou, vycházející z tašismu a expresivní abstrakce (návrh talíře pro hutní sklo, 1956). V té době se soustředil na vázy a mísy, které v jeho pojetí byly samostatnou interiérovou plastikou, vycházející z přírodních tvarů a zdobenou barevnými skvrnami. V rámci povinné školní praxe v roce 1956 vzoroval ve sklárně ve Škrdlovicích pro Triennale v Miláně 1957 vázy a talíře. Blecha byl následující rok na Světové výstavě v Bruselu oceněn Zlatou medailí (Váza s abstraktním motivem letícího hejna ptáků).
Na počátku 60. let se Blecha věnoval převážně foukanému sklu, ve kterém se pokusil zachytit tvar figurálního archetypu (Grácie, 1973, v. 120 cm). Používá kouřové nebo čiré sklo zdobené jemnými nabíhanými odstíny rubínového skla. Vyvinul přitom vlastní techniku odstranitelné drátěné formy, která mu umožnila vkládat do foukaného tvaru vnitřní struktury ve formě tenkých skleněných nití. Blechova paralelní grafická tvorba rovněž zobrazovala robustní lineární figury. Jeho komorní tvarově strukturované skleněné plastiky ze skleněné taveniny z druhé poloviny 60. let (Skleněný reliéf, kobalt, 1966) korespondují s informelem a staly se předlohou k některým monumentálním realizacím v architektuře. Vznikaly přímo v huti formováním horké skloviny na ocelové desce pomocí špachtlí a kolíků.
Na počátku 70. let se věnoval především foukanému sklu a vytvořil rozsáhlý soubor abstrahovaných figurálních plastik (torza, hlavy, srdce, apod.). Jsou výrazem jeho životní vitality i hledáním harmonie lidského a přírodního bytí. Paralelní soubory grafik a kreseb zachycují přírodní bujení a narůstání tvarů v kombinaci s barevnými strukturami. Od 70. let se zabýval i skleněným šperkem zasazeným do nerezového závěsu. Sklo v různých barevných kombinacích formoval za tepla a někdy ho dotvářel zlacením.
S myšlenkou přírodních procesů rezonuje jeho cyklus stabilů, mobilů a pulzačních plastik z 80. let. V Blechově sklářské tvorbě se tehdy objevuje nový dynamický princip hutně tvarovaných a dobrušovaných skleněných prutů z čirého nebo barevného skla, kde se kromě optických kvalit skla uplatňují světlo, pohyb a zvuk, které navozují meditativní náladu.
V 80. letech postihla Lubomíra Blechu osobní tragédie, která přerušila jeho tvorbu až do roku 1991 a znemožnila další práci se sklem. Začal k tvorbě využívat papírovou masu (Veľké kozmické svetlá, 1993) a vytvořil cykly expresivních figurativních papírových koláží, do kterých začlenil spleti nití nebo otisky prstů. Jeho komorním deníkem jsou strukturální kresby s otisky nalezených přírodnin a přírodními pigmenty, které vyznívají tragicky a depresivně, stejně jako sousoší figurativních torz z pletiva a papírmaše (Modlitba, 1993, Dvojice, 1993).

### Realizace
- 1964 zvlněná stěna, bazénová hala, Zvolen
- 1966 skleněný reliéf v. 250 cm, hotel Lux, Banská Bystrica
- 1970 travertinová stěna, Dům služeb Prievidza
- 1972 socha, železniční stanice Prievidza

### Zastoupení ve sbírkách (výběr)
- Corning Museum of Glass, New York
- Österreichisches Museum für angevandte Kunst, Vídeň
- Gallery Rob van den Doel, International Glasscentrum Haag
- Galerie Treffpunkt, Lobmeyer, Vídeň
- Steinberg Foundation, Vaduz
- Museum Gdansk
- Slovenská národná galéria
- Uměleckoprůmyslové muzeum v Praze
- Stredoslovenská galéria Banská Bystrica
- Vlastivedné múzeum Zvolen
- Galéria hlavného mesta Bratislavy
- Slovenské národné múzeum, Bratislava
- soukromé sbírky Londýn, Mnichov, Curych, Vídeň, USA, Francie, ad.

### Výstavy

#### Autorské
- 1961 Divadlo E.F. Buriana, Praha (s J. Jelínkem)
- 1967 Divadlo J.G, Tajovského, Zvolen
- 1972 Ľubomír Blecha, Galéria Cypriána Majerníka, Bratislava
- 1986 Ľubomír Blecha: Grafika, Obrazy, sklo, šperky 1956 - 1986, Zvolenský zámok
- 1988 Ľubomír Blecha, Dom Slovenskej kultúry, Praha
- 1988 Ľubomír Blecha: Sklo, Miloš Urbásek: Pastely, Mirbachov palác, Bratislava
- 1993 Ľubomír Blecha: Bilancia, Štátna galéria v Banskej Bystrici
- 2011 Ľubomír Blecha (1933 – 2009), Kabinet umenia 20. storočia SNG[22]

#### Kolektivní (výběr)
- 1957 Výstava uměleckých řemesel, Dům U Hybernů, Praha
- 1957 Vetro di Boemia, La Triennale di Milano
- 1958 Expo Brusel
- 1958 Výstava skla, Vysoká škola uměleckoprůmyslová Praha
- 1959 Výstava československého skla, Moskva, Sao Paulo, Rio de Janeiro
- 1961 Užité umění a průmyslové výtvarnictví, Uměleckoprůmyslové museum, Praha
- 1963 Współczesne szkło w Czechosłowacji, Muzeum Śląskie, Wrocław
- 1964 Tschechoslowakisches Glas, Grassi - Museum für Angewandte Kunst, Lipsko
- 1966, 1967 Mezinárodní veletrh uměleckých řemesel, Mnichov
- 1972/1973 Angewandte Kunst aus der ČSSR, Kunsthalle Weimar, Kunsthalle Rostock, Neue Galerie, Berlín
- 1983 Monumentálna tvorba na Slovensku, Dom kultúry, Bratislava
- 1985 A mai csehszlovák szobrászat, Műcsarnok (Kunsthalle Budapest), Budapešť
- 1986 Prírastky užitkového umenia a designu v rokoch 1975-1985, Slovenská národná galéria, Bratislava
- 1987 Súčasné slovenské umelecké sklo a šperk, Slovenská národná galéria, Bratislava
- 1991 Súčasné slovenské sklo / The Contemporary Slovak Art, Slovenská národná galéria, Bratislava
- 1993 Synergia, Zvolenský zámok, Zvolen (Zvolen)
- 1994 Synergia: Kresba, Benického dom, Banská Bystrica, Zvolenský zámok
- 1995/1996 Šesťdesiate roky v slovenskom výtvarnom umení, Slovenská národná galéria, Bratislava
- 2005 Aufbruch. Tschechische Glas 1945-1980, Museum Kunstpalast (Kunstmuseum Düsseldorf), Düsseldorf
- 2005/2006 Design in an Age of Adversity: Czech Glass, 1945-1980, The Corning Museum of Glass, Corning, Museum of Glass, Tacoma
- 2006 Sklo a světlo: 150 let sklářské školy v Kamenickém Šenově, Galerie design centra ČR, Praha, Uměleckoprůmyslové museum, Praha
- 2007 Czech Glass / 1945-1980 (Design in an Age of Adversity and Illusion) / České sklo / 1945-1980 (Tvorba v době mizerie a iluzí), Veletržní palác, Praha
- 2007 Tschechisch Glaskunst 1945-1970, Glasmuseum, Frauenau
- 2008 Hi Sklo Lo Sklo: Post War Czech Glass Design From Masterpiece To Mass-Produced, King's Lynn Arts Centre, Norfolk
- 2009/2010 Magie skla: Sklárna Beránek ve Škrdlovicích 1940-2008, Východočeské muzeum, Pardubice
- 2020 Verre contemporain slovaque 1960-2020, Musée du Verre, Conches-en-Ouch (Eure)

### Katalogy
- Lubor Kára: Lubomír Blecha, Pallas, Bratislava 1972
- Miroslav Klivar: Lubomír Blecha - grafika, obrazy, sklo, šperky, ZSVU Banská Bystrica 1986
- Agáta Žáčková, Súčasné slovenské umelecké sklo a šperk, Slovenská národná galéria, Bratislava 1987
- Ľubica Pavlovičová: Ľubomír Blecha, Útvar propagácie SFVU, Dom Slovenskej kultúry, Praha 1988
- Eva Trojanová, Miroslav Klivar: Lubomír Blecha - Sklo, Miloš Urbásek - Pastely, Bratislava 1988
- Alena Vrbanová: Ľubomír Blecha - Bilancia, Štátna galéria v Banskej Bystrici 1993
- Katarína Szmudová, Synergia, Zvolen 1993
- Ján Abelovský: Synergia: Kresba, Banská Bystrica 1944

### Souborné publikace
- Dušan Šindelář, Současné umělecké sklo v Československu, Obelisk 1970
- Agáta Žáčková Kmošková, Súčasné slovenské sklo, SNG Bratislava 1991
- Who´s Who in Contemporary Glass Art. A Comprehensive World Guide to Glass Artists-Craftsmen-Designers, Waldrich Verlag, München 1993, p. 41
- Zbyšek Malý (ed.), Slovník českých a slovenských výtvarných umělců 1950–1997 (A-Č), Výtvarné centrum Chagall, Ostrava 1998, ISBN 80-86171-00-0, s. 179
- Zora Rusinová (ed), Dějiny slovenského výtvarného umenia: 20. storočie, 638 s., Slovenská národná galéria, Bratislava 2000, ISBN 80-8059-031-1
- Sylva Petrová, České sklo, 283 s., Gallery, spol. s r.o. (Jaroslav Kořán), Praha 2001
- Antonín Langhamer (ed.), Sklo a světlo: 150 let sklářské školy v Kamenickém Šenově, 173 s., Galerie design centra ČR, Praha, Uměleckoprůmyslové museum, Praha 2006, ISBN 80-7101-058-8
- Milan Hlaveš (ed.), České sklo 1945-1980, Tvorba v době mizérie a iluzí, UPM a NGP Praha 2007, ISBN 978-80-7101-069-2
- Verena Wasmuth, Tschechisches Glas, 529 s., Böhlau Verlag, Kolín nad Rýnem 2016, ISBN 978-3-412-50170-9
- Sylva Petrová, České sklo, 419 s., VŠUP Praha 2018, ISBN 978-80-87989-50-0